# Helen (Geórgia)
Helen é uma cidade localizada no estado americano de Geórgia, no Condado de White.

## Demografia
Segundo o censo americano de 2000, a sua população era de 430 habitantes.
Em 2006, foi estimada uma população de 734, um aumento de 304 (70.7%).

## Geografia
De acordo com o United States Census Bureau tem uma área de 5,5 km², dos quais 5,5 km² cobertos por terra e 0,0 km² cobertos por água. Helen localiza-se a aproximadamente 422 m acima do nível do mar.

## Localidades na vizinhança
O diagrama seguinte representa as localidades num raio de 28 km ao redor de Helen.